# فاطمة الحازمي
فاطمة الحازمي هي مؤلفة ومخرجة سعودية.

## أعمالها

### الأفلام
- قوارير: أنتج عام 2022.[1]

## التكريمات والجوائز
حصد فيلم قوارير الذي شاركت فاطمة الحازمي في كتابته وإخراجه أربعة جوائز من مهرجان أفلام السعودية في عام 2022، وهي جوائز أفضل فيلم روائي طويل، وأفضل سيناريو منفذ وأفضل تصوير سينمائي بالإضافة إلى جائزة لجنة التحكيم الخاصة لأفضل تمثيل، كما فاز الفيلم في نفس العام بجائزة لجنة التحكيم الخاصة خلال فعاليات الدورة السادسة لمهرجان أسوان لأفلام المرأة، وحظي الفيلم أيضًا بتنويه خاص من لجنة التحكيم ضمن فعاليات النسخة الثالثة من مهرجان الدار البيضاء للفيلم العربي عام 2022.